# 悉尼·威克斯
悉尼·威克斯（英語：Sidney Wicks，1949年9月19日—），美国NBA联盟前职业篮球运动员。